# Compsopogon caeruleus
Compsopogon caeruleus és una espècie d'alga vermella que habita a l'aigua dolça. És l'única espècie dins el gènere Compsopogon i l'única representant de la família de les compsopogonàcies (Compsopogonaceae). Es troba a Amèrica del Nord, Amèrica del Sud, Europa, Àsia, Australàsia i Oceania.
Compsopogon pot tolerar un ampli ventall de condicions dels corrents d'aigua dolça i es propaga per espores asexuals.

## Descripció
Compsopogon presenta un tal·lus simple de forma cilíndrica amb cèl·lules interiors grans cobertes per cèl·lules corticals més petites. En tal·lus més madurs i grans les cèl·lules interiors es poden desintegrar deixant únicament el còrtex extern.
S'ha observat una àmplia plasticitat fenotípica tant en estudis en cultiu com en observacions al camp, fet que històricament ha dut a descriure multitud d'espècies quan, en realitat, es tracta d'una única espècie. Es distingeixen dues morfologies principals dins de Compsopogon, la que es correspon amb cèl·lules corticals regulars (morfologia caeruleus) i la que es correspon amb cèl·lules amb creixements extra rizoidals (morfologia leptoclados). La corticació regular dels espècimens caeruleus consisteix en cèl·lules corticals poligonals. En els espècimens leptoclados els creixements rizoidals que cobreixen altres cèl·lules els confereixen una corticació irregular. Entre les dues morfologies, caeruleus i leptoclados, no hi ha diferències genètiques.

## Sistemàtica
Des del moment en què Montagne va proposar el gènere, originalment monoespecífic, Compsopogon l'any 1846 s'ha debatut i fet recerca taxonòmica en abundància sobre els caràcters morfològics necessaris per a definir l'espècie. Montagne va descriure tres espècies més l'any 1850 provinents de la Guaiana Francesa. Dotze anys més tard, el 1962, Krishnamurthy en va identificar sis i va crear el nou gènere Compsopogonopsis, que contenia únicament l'espècie C. leptoclados. Durant molts anys s'havia acceptat el mètode de formació del còrtex com a caràcter per a separar el gènere Compsopogon del gènere Compsopogonopsis dins la família de les compsopogonàcies. Tanmateix, les anàlisis moleculars van rebutjar aquesta distinció i conseqüentment es va proposar que l'espècie tipus de gènere Compsopogonopsis leptoclados fos sinònim de Compsopogon coerulus. L'any 2013 es va concloure que totes les espècies de Compsopogonopsis i Compsopogon són sinònimes d'una única espècie, Compsopogon coerulus.

## Distribució
Compsopogon presenta una distribució principalment tropical i subtropical, i rarament s'ha trobat en regions temperades. Es distribueix a Amèrica del Nord, Amèrica del Sud, Europa, Àsia i a les Illes del Pacífic.

## Hàbitat
Els espècimens de Compsopogon poden viure en un ampli ventall d'ecoregions, per exemple se n'han trobat a la Mata Atlàntica, a la sabana de Brasil i als boscos estacionals semidecaducs de Brasil. Poden viure en aigües des de lleugerament àcides (pH ≤ 6.5) fins a alcalines (pH ≥ 7.5), i des d'aigües amb baixa concentració de sals fins a aigües salabroses.

## Reproducció
Compsopogon es reprodueix únicament de forma asexual, principalment per monoesporangis de forma de triangular a circular que es tallen de les cèl·lules corticals. A vegades, tot i que rarament, es produeixen microesporangis en clústers.